# Vojinovićův most

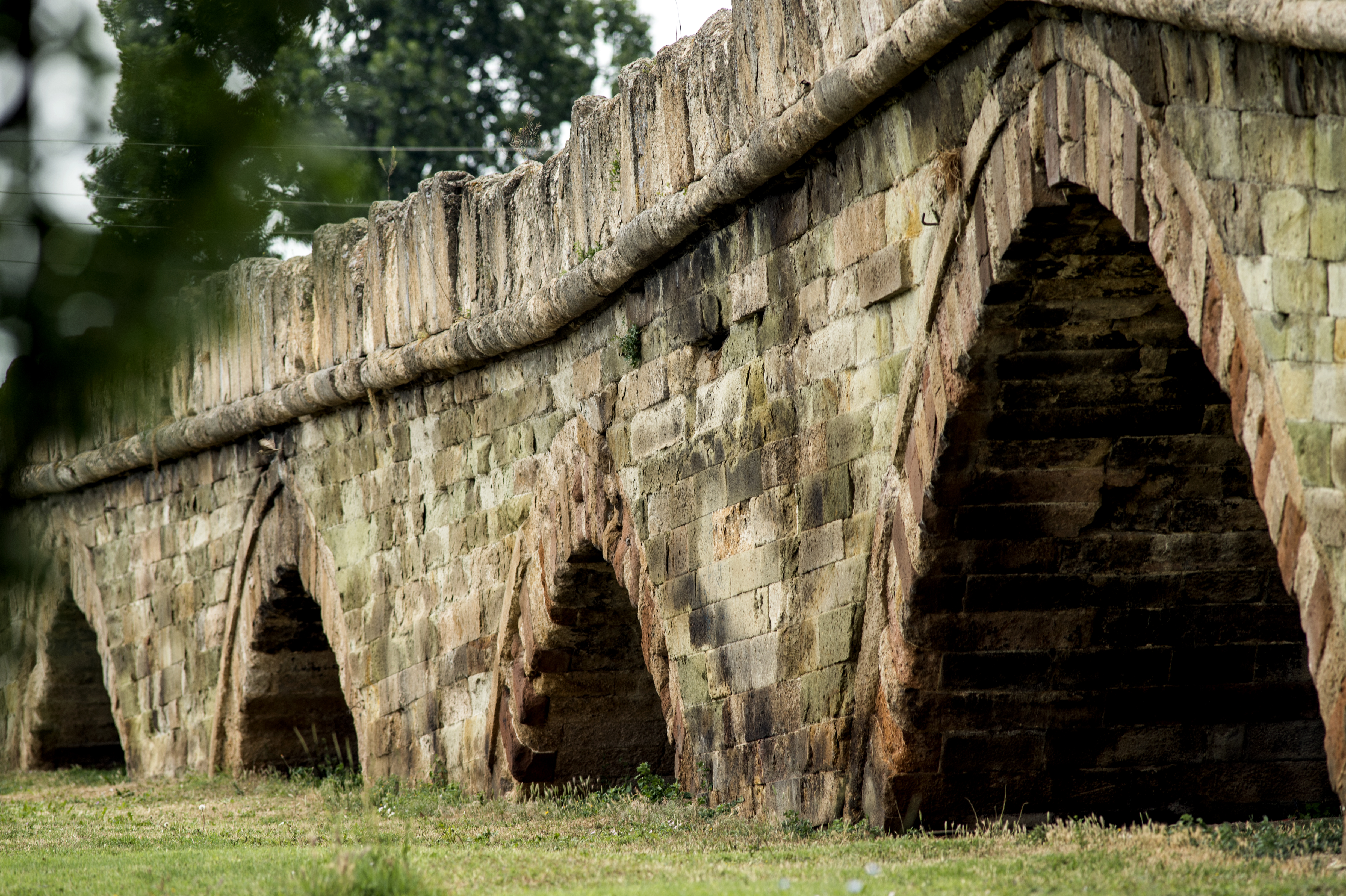
Částečně zasypané oblouky mostu

Vojinovićův most (albánsky Ura e Gurit, srbsky Војиновића мост/Vojinovića most) je historický památkově chráněný kamenný most, nacházející se ve městě Vučitrn v Kosovu. Vznikl pravděpodobně na konci 14. nebo na počátku 15. století. Svůj název má podle bratrů Vojinovićů, kteří jej podle legendy srbského kosovského obyvatelstva nechali zbudovat. Albánský název mostu (Ura e Gurit) znamená v překladu Kamenný most. Most překonával řeku Sitnici.
Dlouhý je 135 m, má pět kamenných oblouků. Cesta na mostě je široká pět/šest metrů. Asymetrické oblouky mají šířku až třináct metrů. Most byl budován v několika fázích z různých druhů kamene.
Most patří k nejstarším svého typu na území Kosova. Jeho původ je pravděpodobně ještě z dob před příchodem Osmanské říše. Byl vybudován nejspíše pro potřeby obchodníků, jejichž karavany procházely přes Vučitrn z Dubrovníka do Skopje. Most byl renovován a v současné době je veden v databázích jak Srbska tak i Kosova jako kulturní památka. Zatímco srbské památkové úřady jej vedou jako kulturní památku mimořádného významu, kosovská správa jej eviduje jako kulturní památku 859/49; LZVM s číslem 2851.
Most se nacházel ve výšce 7,5 m nad údolím řeky až do roku 1902. Po té době však řeka Sitnica změnila své koryto, a část původního vyschlého byla zasypána. Proto se mostovka dnes nachází pouhých 3,7 m nad terénem.